# Staatsvorming
Staatsvorming of statenvorming is het proces waarbij vanuit een politiek centrum gezag wordt uitgeoefend over territoriale eenheden en de binnen deze territoria levende bevolkingen. Voorwaarden voor het ontstaan van een staat zijn een betrekkelijk hoge mate van differentiatie in de samenleving en het monopoliemechanisme, waarbij sterkere machten de zwakkere weten te onderwerpen en een centrale macht het geweldsmonopolie in handen krijgt en daarmee het belastingmonopolie.

## Oude staten
Hoewel landbouw, sedentarisme, bevolkingsgroei en verstedelijking belangrijk zijn om tot staatsvorming te komen, leiden deze hier niet noodzakelijk toe. Het is wel noodzakelijk dat er een overschot wordt geproduceerd waardoor een deel van de samenleving zich kan onttrekken aan de voedselvoorziening. Het bestaan van een surplus volstond op zich nog niet: staatsvorming doet zich slechts voor wanneer het ook een vorm aanneemt die toe-eigenbaar is door elites, wat met name het geval is bij graanteelt (gemakkelijk belastbaar vanwege de controleerbaarheid en houdbaarheid). Met de sociale differentiatie ontstond een ongelijkheid in welvaart die bij eerdere relatief egalitaire samenlevingen niet voorkwam. Collectief bracht specialisatie met verdeling van arbeid echter voordelen. Enkele agrarische samenlevingen konden zo uitgroeien tot beschavingen die de wereld zouden domineren. Deze beschavingen waren in staat tot organisatievormen waarbij de natuurlijke omstandigheden grootschaliger bewerkt konden worden en concurrerende samenlevingen over het algemeen beter bestreden. Bevolkingsgroei en ecologische beperkingen konden vaak beter opgevangen worden door institutionalisering van bestuur en rechtspraak. Staatsvorming gaat dan ook vaak gepaard met centralisering, juridisering en bureaucratisering.
Centralisering werd vereenvoudigd door een gift- of zelfs geldeconomie en handel waardoor belastingheffing eenvoudiger werd. In een ruileconomie kon de heerser de trouw van bevoorrechte onderdanen slechts verkrijgen via patronage of het uitgeven van land wat de nodige ruimte liet voor zelfstandigheid. Bij betaalde ambtenaren was dit gevaar minder aanwezig en met de invoering van het schrift werd het mogelijk om afspraken en boodschappen vast te leggen.

## Moderne staten
Na de Middeleeuwen speelde de concurrentie tussen de westerse staten een belangrijke rol bij de staatsvorming. Van zo'n duizend zelfstandige politieke eenheden rond 1300 was dit afgenomen tot enkele tientallen in 1900. Om de economische, industriële en militaire macht te laten groeien moest een steeds groter beroep gedaan worden op de bevolking. Volgens deze theorie droeg de militaire revolutie daarmee bij aan de staatsvorming in Europa. Als startpunt van deze ontwikkeling wordt wel 1494 genomen met het begin van de Italiaanse Oorlogen die werden gevolgd door een langdurige serie reformatieoorlogen die meer dan een eeuw zouden duren. Dit betekende het definitieve einde van het ideaal van de res publica christiana, de christelijke staat waarin keizer en paus samenwerkten. Hoewel dit met de banale revolutie en de investituurstrijd tussen keizer en paus al langer onder druk stond, maakte het einde van de geloofseenheid in Europa de weg vrij voor de soevereine staat. Bodin (1530-1596) introduceerde het begrip soevereiniteit en legde daarmee de basis voor de theoretische grondslag van het absolutisme en het moderne staatsgezag en daarmee een belangrijke overgang van de Middeleeuwen en de Moderne Tijd.
Gedurende deze crisis werd gezocht naar een nieuwe legitimatie van het gezag en ontstond de verdragstheorie. Hierbij zou, veelal impliciet, een hypothetisch sociaal contract zijn aangegaan tussen staat en individu waarbij die laatste afstand deed van bepaalde vrijheden in ruil voor bescherming.
Democratisering werkte als legitimatie om burgers steeds meer verplichtingen als dienstplicht, belastingplicht en leerplicht op te leggen. Daarbij nam de wettelijke gelijkheid echter wel degelijk toe. Een grotere gelijkheid ontstond toen individuen niet meer als onderdaan van de vorst werden beschouwd, maar als staatsburger. Het inperken van de macht van de vorst ging veelal gepaard met burgerlijke revoluties waarna het parlement bevoegdheden overnam. Volgens de elitetheorie zijn er echter beperkingen aan de gelijkheid en zal ook binnen een parlementaire democratie de macht voornamelijk in handen zijn van een kleine elite. Volgens de ijzeren wet van de oligarchie worden alle organisatievormen, onafhankelijk van het democratische of autocratische gehalte in het begin, onvermijdelijk oligarchisch. Tegenwoordig wordt op dit gebied vaak wel een onderscheid gemaakt tussen parlementaire democratieën en autocratischer bestuursvormen, omdat de eerste opener en pluralistischer is en van samenstelling kan veranderen door verkiezingen.
Om de bevolking te kunnen mobiliseren voor het nationaal belang, werd verder gedaan aan natievorming waarmee een nationale identiteit en betrokkenheid gecreëerd moesten worden. Bij de overgang van traditioneel gezag naar rationeel-legaal gezag aan het einde van de achttiende eeuw kon de macht niet langer gelegitimeerd worden door gewoontes en gebruiken. Het resulterende nationalisme was gedurende de negentiende eeuw en de eerste helft van de twintigste eeuw een van de grootste politieke bewegingen, met onder meer uitgevonden tradities en nationalistische geschiedschrijving tot gevolg. Terwijl daarmee de sociale cohesie bevorderd kon worden, had het tegelijkertijd uitsluiting tot gevolg hebben en soms ook extreem nationalisme. Vooral tijdens de Tweede Wereldoorlog had dit gruwelijke gevolgen met onder meer verjaging en zelfs etnische zuivering. Bij dit laatste was er meestal sprake van extreme vormen van etnisch nationalisme, zoals Blut und Boden.

## Wereldwijde effect van Europese invloed
Door de Europese dominantie in de negentiende en twintigste eeuw hebben de Europese staatsmodellen wereldwijd navolging gevonden. In een aantal gevallen vonden hervormingen plaats om de Europeanen te kunnen weerstaan. In andere gevallen gebeurde dit juist als men niet in staat was de Europeanen te weerstaan na een proces van kolonisatie.

### Imperialisme
Na de Slag bij Trafalgar was de Britse macht op zee vrijwel onbetwist, ook wel de Pax Britannica genoemd. Het werd andere landen duidelijk dat men zich slechts kon weren tegen deze macht met een modern militair apparaat. Dit kon slechts door te industrialiseren. Veel andere landen moesten hervormen om te kunnen industrialiseren, vaak bestaand uit veranderingen van het financiële systeem, onderwijs, rechtsstelsel en leger. Voor Duitsland en Rusland betekende het ook afschaffing van horigheid waardoor een flexibeler arbeidsmarkt ontstond.
In het Ottomaanse Rijk werden meerdere pogingen tot hervormingen gedaan, maar de religieuze en militaire weerstand bleek hier te groot. Ook China werd gedwongen te hervormen, maar men wilde dit proces beperken om niet te veel af te wijken van de agrarische Confuciaanse samenleving. De weerstand groeide zelfs tot aan de keizerlijke familie aan toe. Hervormingen waren dan ook nog minder succesvol dan bij de Ottomanen. Beide rijken vielen dan ook uiteindelijk uit elkaar door een combinatie van interne en externe druk.
Meer succes hadden de hervormingen in Japan en aanvankelijk ook in Rusland. Beide landen bouwden een modern industrieel apparaat op. Waar Rusland kon beschikken over grote voorraden steenkool en ijzererts, gold dit voor Japan niet. Des te opmerkelijker was het dan ook dat Japan de hervormingen succesvol af kon sluiten, mede dankzij een bovengemiddeld geletterde en gedisciplineerde bevolking. Beslissend was echter de vasthoudendheid van de regering die de zware industrie sterk stimuleerde en opstanden van arbeiders en samoerai succesvol neersloeg.
Andere Afrikaanse en Aziatische landen hadden minder mogelijkheden. In de eerste fase van het Europese imperialisme waren de nodige koloniale rijken gesticht, maar afgezien van Amerika, Siberië en Australazië bleef de invloed over het algemeen beperkt tot de kustlijn. Dit veranderde in de achttiende eeuw. Met kanonneerboten kon men diep doordringen op rivieren en vooral na 1840 sloeg de politiek-militaire balans over naar de Europese kant. Zo werd tegen het einde van negentiende eeuw in een golf van modern imperialisme een groot deel van de resterende wereld verdeeld onder de Europese landen en kwam het tot een wedloop om Afrika. Het grootste deel viel hierbij aan het Verenigd Koninkrijk en in mindere mate aan Frankrijk en de nieuwe grootmacht Duitsland. De kosten waren dusdanig laag dat zelfs landen als Italië, België, Portugal en Spanje hun deel van de landen kon veroveren. Het gemak waarmee dit plaats kon vinden, kon Europeanen doen denken dat ze behoorden tot een superieur ras, uitverkoren door God om de wereld te overheersen.

### Dekolonisatie
De Eerste Wereldoorlog betekende het begin van het einde van de periode van kolonisatie. Hoewel het Britse Rijk zijn grootste omvang bereikte in 1921, werd steeds duidelijker dat de koloniale machten niet meer oppermachtig waren. Na de oorlog werd door de koloniale machten een politiek gevoerd waarbij men het economisch potentieel van de koloniën wilde vergroten. Dit hield de nodige hervormingen in, waarbij men leunde op een lokale elite. Onderwijs maakte deel uit van de hervormingen en creëerden een groter politiek bewustzijn onder deze elite. Doordat er bij de hervormingen vrijwel geen rekening werd gehouden met de belangen van de koloniën, groeide de weerstand. Dit werd versterkt door een opkomend nationalisme en de onderdrukking daarvan. De Tweede Wereldoorlog was een keerpunt waarin bleek dat de koloniale machten niet oppermachtig waren. Zij kwamen verzwakt uit de oorlog en om de koloniale politiek voort te zetten hadden zij de steun van de Verenigde Staten nodig. Deze was daartoe niet bereid zolang er geen gevaar dreigde van communisme. Wat volgde was een golf van dekolonisatie. Een aantal daarvan ging gepaard met onafhankelijkheidsoorlogen. In de jaren daarna verkregen de meeste landen hun onafhankelijkheid. Veelal werd de nieuwe staat hierbij gebaseerd op de van de voormalige kolonisator bekende structuren.
Niet alleen de weg naar onafhankelijkheid was in veel gevallen problematisch, maar ook daarna bleek het in veel voormalige koloniën te ontbreken aan kennis, vaardigheden, financiën en een afzetmarkt om succesvol de overgang te maken. Een snelle bevolkingsgroei kon daarbij een reële achteruitgang van de levensstandaard tot gevolg hebben. Tegenwoordig zijn er nog enkele koloniën en afhankelijke gebieden, vooral eilanden. Daarnaast zijn er verschillende landen waar separatisme tot het uiteenvallen van het land zou kunnen leiden. Dit was het geval bij de Sovjet-Unie en Joegoslavië en tegenwoordig onder meer in China en Indonesië.

## Internationalisering
De internationalisering die vooral na de Tweede Wereldoorlog een vlucht nam, had tot gevolg dat nationale overheden bij hun beleid gebonden zijn aan internationale afspraken en ontwikkelingen en minder greep hebben op de nationale economie. Dit is een gevolg van zowel mondialisering als regionalisering.
Om dit te beteugelen werden er internationale en supranationale organisaties opgericht. Zodra hierbij echter functies en taken worden overgenomen van nationale overheden versterkt dit het proces van internationalisering. Dat bracht de paradox van de nationale identiteit. Deze bestaat eruit dat men juist door die vervaging een behoefte voelt om de inhoud en betekenis van de nationale identiteit te onderzoeken, wat het regionalisme versterkt.

## Voetnoten
1. ↑  Mayshar J., O. Moav en L. Pascali (2021): "The Origin of the State: Land Productivity or Appropriability?", in: Journal of Political Economy. DOI:10.1086/718372